# سيدي خالد (ولاية أولاد جلال)
سيدي خالد : بلدية جزائرية بولاية أولاد جلال وسط الجزائر. تقع غرب الولاية على حدود الجلفة. تمتاز بأنها تضم بساتين غنّاء غنية بنخيل التمور .

## الموقع والمساحة
تقع بلدية سيدي خالد جنوب غرب مقر ولاية بسكرة، وهي تنتمي إلى واحات الزيبان في الجهة الغربية، يحدها من الشمال الغربي بلدية الشعيبة ومن الجنوب البسباس، ومن الشمال الشرقي أولاد جلال . حيث تتربع البلدية على مساحة 21.260 كلم ².

## التاريخ
أخذت المدينة اسمها نسبة إلى الولي خالد بن سنان بن غيث بن مريطة بن مخزوم بن مالك بن غالب بن قطيعة العبسي، أين يتواجد فيها قبره. وقد نشأت أول نواة لمدينة سيدي خالد في القرن الرابع الهجري على ضفة وادي «الغليسي» على مقربة من ضريح هذا الولي، وفي القرن السابع الهجري نزح السكان إلى ما يعرف اليوم بالمدينة القديمة بحثاً عن المناطق الصالحة للزراعة ونقاط المياه.

## رؤساءالبلدية
- بريش أحمد: [جبهة التحرير الوطني] (1962-1967)
- غربي حويلي: [جبهة التحرير الوطني] (1967-1972)
- عبد الله قدوري: [جبهة التحرير الوطني] (1972-1979)
- خليفة محمد: [جبهة التحرير الوطني] (1979-1984)
- قويدر زهانة: [جبهة التحرير الوطني الجزائرية] (1984-1989)
- الورقلي مختار: [الجبهة الإسلامية للإنقاذ] (1989-1992)
- خليفة محمد: انتداب (1992-1997)
- زهانة قويدر: [التجمع الوطني الديمقراطي] (1997-2002)
- جهرة المسعود: [جبهة التحرير الوطني ] (2002-2007)
- عفيصة عمر: [جبهة التحرير الوطني ] (2007-2012)
- زهانة قويدر: [جبهة التحرير الوطني] 2012-2017
- حليس حسن : [حركة مجتمع السلم] (2017-2021)
- جهرة محمد الطيب: [حركة البناء الوطني] 2021 إلى يومنا هذا...

وتشتهر مدينة سيدي خالد بإنتاجها للتمور التي تمثل ربع إنتاج ولاية بسكرة كما تشتهر المدينة بكرم أهلها وطيبة سكانها.

## مساجد المدينة
منها : المسجد العتيق الذي يعود بناؤه إلى القرن 4 هجري ومسجد عقبة بن نافع والمسجد الشرقي ومسجد موسى بن نصير ومسجد التقوى ومسجد الشيخ النعيمي ومسجد الهجرة ومسجد الشيخ أحمد بصطامي ومسجد الشيخ عبد المجيد حبه ومسجد خالد بن الوليد ومسجد معاذ بن جبل .

## معالم المدينة
المسجد العتيق وضريح خالد بن سنان وقبر حيزية والمدينة القديمة وأزقتها الضيقة وواحات النخيل.